# Гедамса
Гедамса — вулкан в Эфиопии, в области Оромия. Является кальдерой, наивысшая точка которой составляет 1984 м. Диаметр кальдеры 7x9 км. Находится к востоку от озера Кока. Стены кальдеры крутые, имеющие перепады 100—200 метров. Верхние слои состоят из риолитовых застывших лав, более нижние из трахитовых игнимбритов. Гедамса сформировалась в позднем плейстоцене — голоцене в результате взрывного извержения и выброса на поверхность трахитовых пород. В районе вулкана много пемз, которые известны под названием Иттиса (англ. Ittisa). Пемзы расположены на высотах 200—250 метров. К востоку от кальдеры расположен кратер, диаметром 1 км. К юго-западу находится вулканический купол, образовавшийся в современную эпоху. Внутри кальдеры имеются вулканические разломы и невысокие базальтовые конусы. Сообщалось о слабой фумарольной активности в 2 районах на западной оконечности кальдеры. В настоящий период вулканической активности не зафиксировано.